# Christel Takigawa
Christel Masami Takigawa Lardux (滝川ラルドゥクリステル雅美?, Takigawa Rarudu Kurisuteru Masami; Parigi, 1º ottobre 1977) è una conduttrice televisiva e annunciatrice televisiva giapponese.

## Biografia
Takigawa Christel Lardux Masami è nata a Parigi in Francia. Suo padre è francese e la madre è giapponese. La sua famiglia si trasferisce in Giappone quando lei aveva tre anni. Dopo il diploma alla Tokyo Metropolitan Aoyama High School, ha frequentato il College di Letteratura alla Aoyama Gakuin University.
Ha lavorato per la Kyōdō Television dopo essersi laureata e ha iniziato la sua carriera come presentatrice TV inizialmente usando il suo nome giapponese, Masami Takigawa. Ha poi cambiato il suo nome in quello attuale, Christel Takigawa. Anche se lavora per la Kyōdō Television, appare esclusivamente nei programmi di Fuji TV.
Takigawa è apparsa come giornalista sul telegiornale giapponese FNN News Japan tra il 2002 e settembre 2009, ed è apparsa su Shin Hōdō Premier A, tra aprile 2007 e giugno 2008.
Lavora come modella pubblicitaria per Shiseido, un'azienda giapponese produttrice di cosmetici.
Nel 2009 appare all'interno dell'anime Tokyo Magnitude 8.0, riportando le ultime notizie sul terremoto dell'8º grado della scala Richter che colpisce Tokyo. È la stessa giornalista a dare voce al suo personaggio nell'anime.